# کانتون پییارو

کانتون پییارو

کانتون پییارو (به اسپانیایی: Cantón Píllaro) یک منطقهٔ مسکونی در اکوادور است که در استان تونگوراهوا واقع شده‌است.